# Punk Goes...
Punk Goes... is een serie van compilatiealbums uitgegeven door Fearless Records, waarin verschillende punk- en poppunk bands punk-covers brengen van bekende nummers, die oorspronkelijk in een ander genre of tijdsperiode gezongen werden. De enige uitzonderingen zijn Punk Goes Acoustic en Punk Goes Acoustic 2, waarin punk-bands eerder akoestische versies van hun eigen nummers brachten.

## Kritiek
De Punk Goes... serie wordt bekritiseerd omdat veel van de nummers niet als punk beschouwd worden door verscheidene critici. Volgens critici vallen deze nummers onder andere genres, zoals metalcore, post-hardcore, en emocore.

## Discografie
| Jaar | Titel                    | Formaat |
| ---- | ------------------------ | ------- |
| 2000 | Punk Goes Metal          | cd      |
| 2002 | Punk Goes Pop            | cd      |
| 2003 | Punk Goes Acoustic       | cd      |
| 2005 | Punk Goes 80's           | cd      |
| 2006 | Punk Goes 90's           | cd, lp  |
| 2007 | Punk Goes Acoustic 2     | cd      |
| 2008 | Punk Goes Crunk          | cd      |
| 2009 | Punk Goes Pop Volume Two | cd      |
| 2010 | Punk Goes Classic Rock   | cd      |
| 2010 | Punk Goes Pop Volume 03. | cd      |
| 2011 | Punk Goes X              | cd      |
| 2011 | Punk Goes Pop Volume 4   | cd      |
| 2012 | Punk Goes Pop Volume 5   | cd      |
| 2013 | Punk Goes Christmas      | cd, lp  |
| 2014 | Punk Goes 90s Vol. 2     | cd, lp  |
| 2014 | Punk Goes Pop Vol. 6     | cd      |
| 2017 | Punk Goes Pop Vol. 7     | cd      |
| 2019 | Punk Goes Acoustic Vol 3 | cd, cs  |

Punk Goes Metal ·
Punk Goes Pop ·
Punk Goes Acoustic ·
Punk Goes 80's ·
Punk Goes 90's ·
Punk Goes Acoustic 2 ·
Punk Goes Crunk ·
Punk Goes Pop Volume Two ·
Punk Goes Classic Rock ·
Punk Goes Pop Volume 03. ·
Punk Goes X ·
Punk Goes Pop Volume 4 ·
Punk Goes Pop Volume 5 ·
Punk Goes Christmas ·
Punk Goes 90s Vol. 2 ·
Punk Goes Pop Vol. 6 ·
Punk Goes Pop Vol. 7